# Ezeiza partido
Ezeiza egy partido Argentína középpontjától keletre, Buenos Aires tartományban. Székhelye Ezeiza.

## Népesség
A partido népessége a közelmúltban a következőképpen változott:
| Év   | Lakosság |
| ---- | -------- |
| 2001 | 116 001  |
| 2010 | 163 722  |